# Karina Milei
Karina Milei, née le 28 mars 1972 à Buenos Aires, est une femme politique argentine.
Membre du Parti libertarien et sœur cadette de Javier Milei, président de l'Argentine à partir de 2023, elle est la directrice de campagne de celui-ci lors de l'élection présidentielle de 2023. Après la victoire et l'investiture de son frère, elle devient secrétaire générale de la présidence. Elle est désignée présidente de la coalition La liberté avance en septembre 2024. Le nouveau président étant célibataire, elle est également considérée comme la Première dame informelle du pays.

## Situation personnelle

### Famille et enfance
Karina Elizabeth Milei naît à Buenos Aires en 1972, deux ans après son frère aîné, Javier. Ce dernier est resté éloigné de ses parents, Karina étant le seul membre de sa famille avec qui il est resté en contact. Selon CNN et BBC, Javier a souffert d'intimidation et de violence familiale : Karina était le seul soutien psychologique durant son enfance. Javier a confirmé certains aspects de sa relation avec elle : il a affirmé que son père l'avait violemment battu et qu'il avait tenté de rechercher la protection de sa sœur.

### Formation et carrière
Karina Milei est titulaire d'un diplôme en relations publiques obtenu à l'université argentine de la empresa et étudie le marketing à l'université de Belgrano. Elle suit également des études pour devenir pâtissière, sculptrice et tarologue, activités qu'elle pratique comme passe-temps et comme travail.

### Vie privée
Karina Milei n'a ni enfants ni partenaire connu. Son intérêt pour l'ésotérisme, ainsi que sa relation avec son frère Javier, les rumeurs sur son influence sur lui, sur sa carrière politique et sur ses positions politiques, ont attiré beaucoup d'attention médiatique en Argentine.

## Engagement politique

### Principale conseillère de Javier Milei

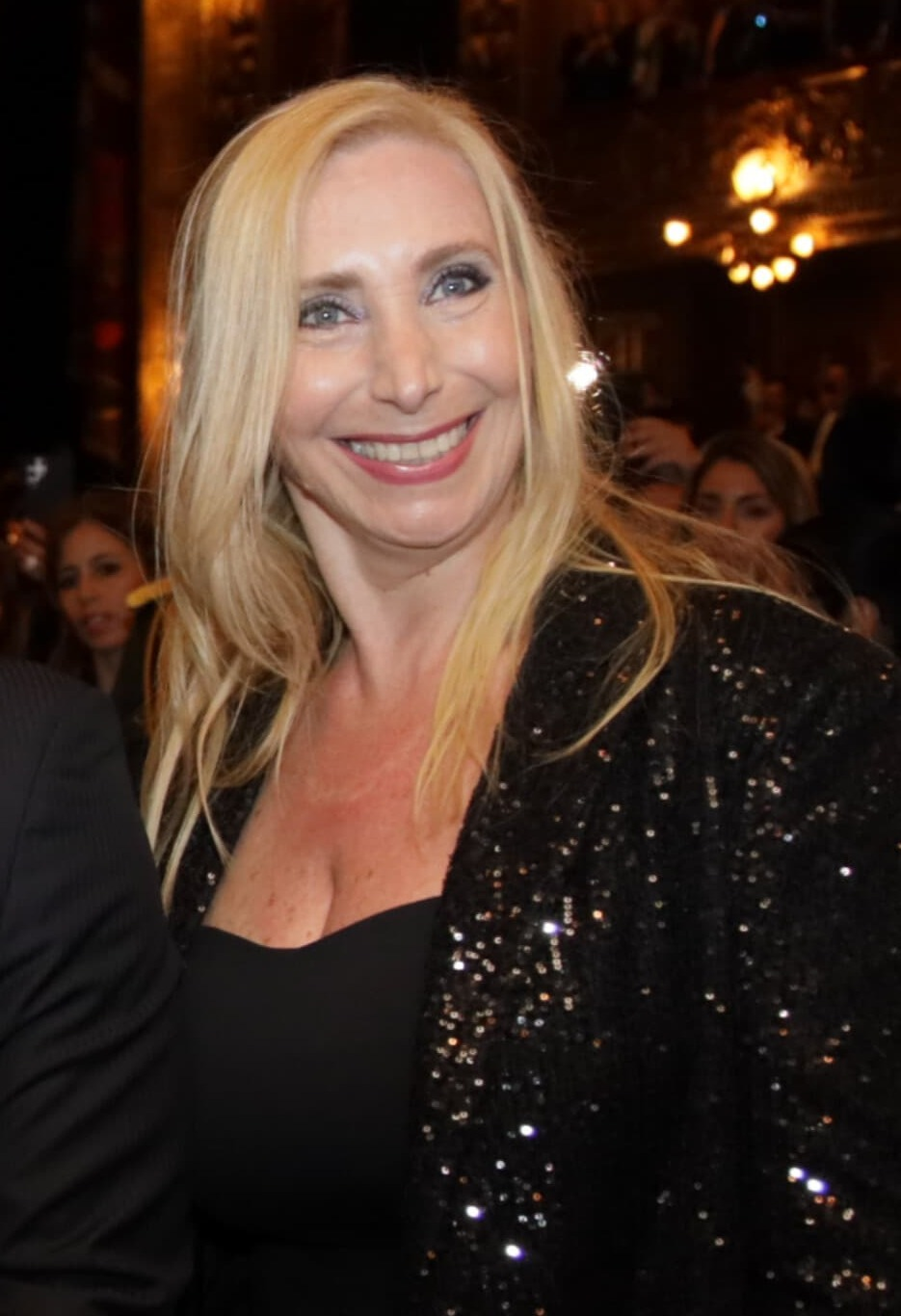
Karina Milei en 2023.

En 2019, Karina Milei adhère avec son frère Javier au Parti libertarien nouvellement créé. Dans un premier temps, avant de participer à la politique avec son frère, elle est sa directrice financière.
Elle est sa directrice de campagne en vue de l'élection présidentielle de 2023, jouant un rôle considérable sur sa stratégie électorale. Son frère l'emporte au second tour avec 55,65  % des voix face au péroniste Sergio Massa.
Javier Milei a comparé sa sœur à Moïse, déclarant : « Elle est Moïse, je ne suis qu'un vulgarisateur. ». Il l'appelle souvent « Le patron » (« El Jefe » en espagnol, en utilisant la forme masculine du nom au lieu du féminin « La Jefa »), la désignant toujours comme l'une de ses principales conseillères,.

### Secrétaire générale de la présidence argentine
Le 10 décembre 2023, après l'investiture de son frère, Karina Milei est nommée à la fonction de secrétaire générale de la présidence de la Nation argentine. Cette désignation a été rendue possible car l'un des premiers actes du nouveau chef de l'État a été la modification d'un décret adopté par son prédécesseur Mauricio Macri interdisant la nomination de proches du président à des postes ministériels. Elle occupe par ailleurs, durant l'investiture, le fauteuil de Première dame par défaut, Javier Milei n'ayant pas invité sa fiancée Fatima Florez avec qui il rompra quelques mois plus tard. Elle est également présente aux côtés de son frère durant les visites diplomatiques.
Elle est désignée présidente de la coalition gouvernementale La liberté avance en septembre 2024.